# タウン・クライヤー

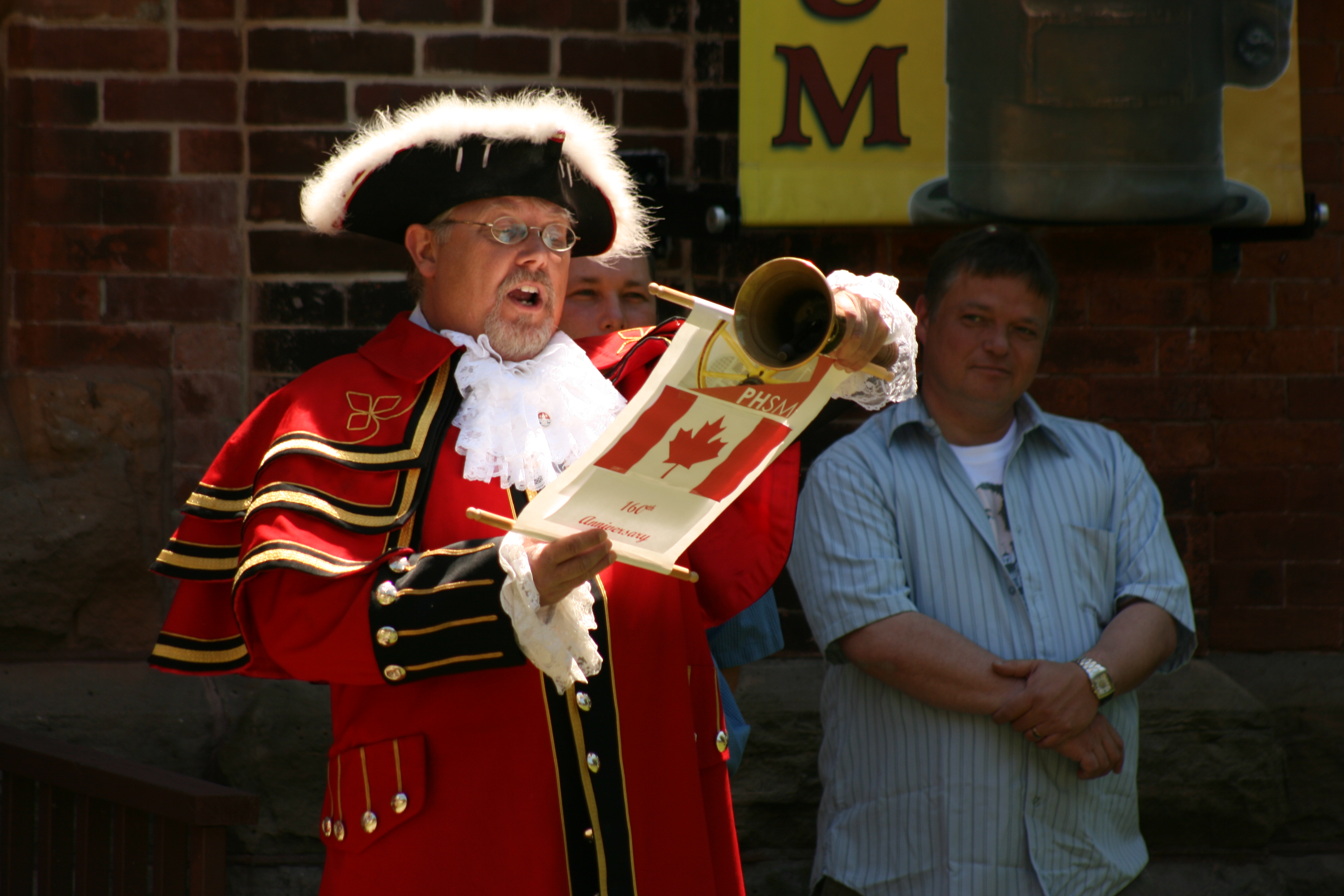
カナダ、オンタリオ州キングストンのタウン・クライヤー、2009年。

タウン・クライヤー (town crier) は、宮廷ないし公共団体等の役人の一種で、求めに応じて公告 (public pronouncements) をおこなう者。
単にクライヤーと称されることもあり、また、ベルを鳴らしながら触れ回ることから、ベルマン (bellman) とも称される。日本語では、「お触れ役」、「町の触れ役」などと説明される。

## 責務と機能
かつては、タウン・クライヤーが街頭に出て公告することがよくおこなわれていた。クライヤーたちは、18世紀以来の伝統とされる手の込んだ衣装を身に付けていることが多く、赤と金色の外套、白いブリーチズ、黒いブーツに三角帽子といった出で立ちになる。
英語圏の諸国では、人々の注意を引くためにハンドベルを持ち歩き、公告を始める前に「Oyez, Oyez, Oyez!」と叫ぶ。「Oyez」は、「hear ye」（汝ら聞くべし）の意味で、静まって注意を向けるよう促す言葉である。「Oyez」はアングロ＝ノルマン語で「聞け」を意味した（現代のフランス語では「oyez」、不定詞単純形では「ouïr」に相当するが、現代では「écouter」に置き換えられる場合がほとんどである）。19世紀初頭のチェスターにおける布告の書物によれば、この呼び掛けの部分は「O Yes, O Yes!」とされていた。

## 歴史

### ヨーロッパ
識字力が広まる以前、多くの人々が読み書きできない状況の中で、タウン・クライヤーたちは、町の人々に何かを伝えるコミュニケーションの手段となっていた。公告、条例、市場の日程、広告宣伝などの告知は、いずれもベルマンやクライヤーと呼ばれた人々が担っていた。
古代ローマでは、8日に一度設けられていたヌンディナエという、市の立つ日が、週末のようなものとなっており、そこで公務に関する告知がなされることが多かった。
ドイツのゴスラーでは、ビールの醸造用に川の水を引きこむ前日に、川で放尿や排便をしないよう地元の人々に注意喚起するため、クライヤーを雇い入れていた。
人々の注意を引き付けるための道具は、ベルだけに限られておらず、オランダではゴングが用いられることが多くあり、フランスでは太鼓や狩猟用らっぱ (hunting horn) が用いられた。
万聖節の時節には、「クライヤーたちが黒い衣装を着込んで街頭を行進し、弔いの鐘の音を鳴らしながら、全ての善良なキリスト教徒たちに、哀れな魂を思い出すよう促すのが常であった」とされる。

#### イングランド
群衆の注目を集めるために、クライヤーは「"Hear ye"」、「"Oyez"」と叫ぶ。
中世のイングランドにおいて、タウン・クライヤーたちは、ニュースを町の人々に伝達する主な手段だったが、これは活字が発明されるまで人々の大多数が非識字者だったからである。
クライヤーはまた、貧窮者を救貧院 (ワークハウス) に連れて行ったり、軽犯罪を犯した者を足枷に据えたり、鞭打ちを執行したりもした。公開の絞首刑がおこなわれる際には、処刑される理由を読み上げ、また処刑後に遺体を切り落とす手伝いもした。
チェスターの1540年の記録には、ベルマンに支払われるべき料金として次のような記述がある。
"of every worshipful gentyllman that goyth onye gounes at ther buryall ...one goune [at funerals gowns would be given to mourners]. when he gythe or aneything that is lost ...jd [one penny]. for every bote lode with powder mellwylle [salted fish] ...one fyshe, for every boute lode with fresh fyshe that he goeth for ...jd [one penny]."

すべての信心深い紳士に、葬儀の際にはガウン1着を...ガウン1着。失せ物...1ペニー。塩漬けの魚を載せた船...魚1匹。生の魚を載せた船...1ペニー。

1620年には、チェスターのクロスで肉屋たちとパン屋たちの間の喧嘩沙汰があり、「クライヤーがそのメイスで制して両者を仲直りさせた (Cryer brake his Mace in peeces Amonge them)」という。また、1607年には、ジョージ・タナル (George Tunnall) というベルマンが広告を読み上げ、川にゴミを投じることを禁じたという。
1715年、地元の男性が次のような記録を残した。
"Belman at the Cross … Reads publicly a proclamation in the Mayor's name, commanding all persons in the City to be of peaceable and civil behaviour, not to walk around the Streets or Rows at unreasonable hours of night."

クロスのベルマンが...市長の名において公告を読み上げ、市内のすべての人々に平穏で文明的に振る舞い、夜中の理にかなわない時間に街路や小路を歩き舞わないよう命じた。
サーモンの漁期の終わりを告げるのも、ベルマンの役目だった。
「Posting A Notice」（告知を掲示する）という表現は、タウン・クライヤーが町の人々にメッセージを読み上げた後、しばしば地元の宿屋（イン）のドアを掲示板にしてメッセージを張り出したことに由来している。このため、一部の新聞は、「The Post」を紙名としている。
タウン・クライヤーたちは法律によって守られていたが、それは時には増税など悪い知らせも伝えたからである。タウン・クライヤーの行為は支配する君主の名の下でおこなわれ、タウン・クライヤーに危害を加えることは反逆と見なされた。「don't shoot the messenger」（伝達者を撃つな）という語句は、実際に命令されていたことであった。
タウン・クライヤーを代表する職能団体には、Ancient and Honourable Guild of Town Criers と Loyal Company of Town Criers の二つがある。
イギリス議会の解散を告げる国王の布告の写しは、枢密院事務局からシティ・オブ・ロンドンのマンションハウスに手渡しされる。この布告の写しはシティのコモン・サージャント (Common Serjeant) からこれを渡されたシティのコモン・クライヤー (the Common Crier of the City) によって、シティ中心部の王立取引所の階段で読み上げられ、その後でロンドン特別区の各地でも読み上げられる。

### 北アメリカ

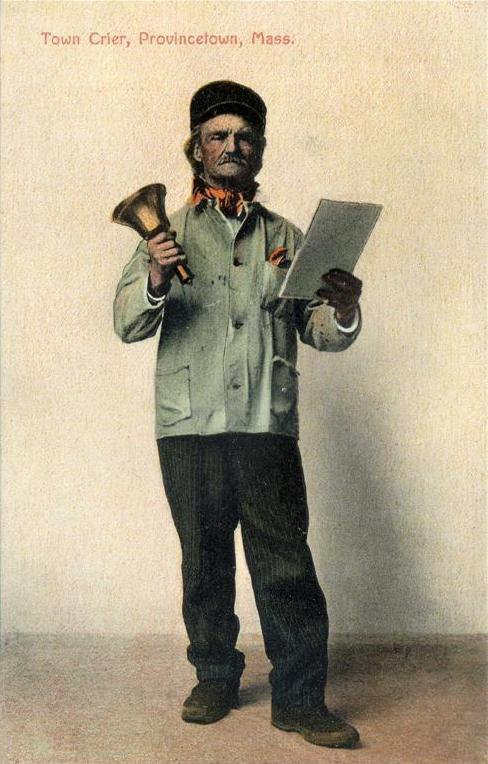
マサチューセッツ州プロビンスタウンのタウン・クライヤー、1909年。

ヨーロッパ人が大陸へ到来して以来、北アメリカにもタウン・クライヤーは存在した。16世紀を通して、タウン・クライヤーは、現在のメキシコ、ペルー、パナマにもいたと記録されている。ノバスコシアのハリファックスでは、1830年代から1840年代にかけて4人のタウン・クライヤーがいた。17世紀には、現在のニューメキシコ州サンタフェ、マサチューセッツ州ボストン、コネチカット州スタンフォードなどにもタウン・クライヤーがいた。一部の地域では、20世紀初頭までタウン・クライヤーの役職が存続していた。1904年の時点でも、ロサンゼルスや近傍のいくつかの町では、正式なタウン・クライヤーが存在していた。マサチューセッツ州プロビンスタウンは、1840年代から現在まで、実際に活動しているタウン・クライヤーが存続している。

### アジア

#### インド
インドの多くの地域では、村のクライヤーは伝統的に簡素な太鼓を持ち、人々の注目を引き寄せてメッセージを伝える。

#### ネパール
ネパールでは、タウン・クライヤーは「カトゥワル (katuwal)」と称されるが、この言葉は地元のチベット語「kat」（声）とインド語群系の接尾辞「-wal」（人）から成っている。

#### スリランカ
スリランカでは、クライヤーたちは伝統的に特有の形状の太鼓を持っており、タムタム・ビート (tom-tom beating) と称される太鼓の音で人々の注意を引き、メッセージを伝える。このやり方は、古代にまで遡るものとされ、諸王国時代から植民地時代を通して、現代まで伝えられてきたものであり、「アナ・ベラ (Ana Bera)」（告知の太鼓の音）と称されている。近代的なコミュニケーション手段に取って代わられる19世紀後半まで、基礎自治体や村の当局は、この方法を用いていた。タムタム・ビートによる告知は現在も、土地の分割などの際に、周知を図る手段として法律上も定義づけられている。しかし、これが実際に行われることはなくなっている。

### アフリカ

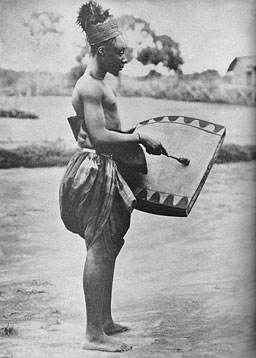
コンゴ人のタウン・クライヤー。

タウン・クライヤーは、西アフリカの現在のナイジェリアの一部に相当するイグボランドで、植民地時代以前から植民地時代を通して盛んにおこなわれていた。彼らはそれぞれの地域社会において情報拡散の重要な手段となっていた。

## 現代のタウン・クライヤー
タウン・クライヤーは、それを必要とする状況がなくなって以降、各地の民間伝承の一部となっていった。当初は非公式なものとして始まり、後に公的なものとなっていったタウン・クライヤーの選手権試合は、20世紀初めから開催されるようになった。その後、一部の都市や町では純粋に儀礼的な目的でタウン・クライヤーを再び制度化した。
イングランドやウェールズでは、多くの地方自治体当局が1990年代以降にタウン・クライヤーの役職を再び制度化してきた（例えば、チェスター）。その多くは、名誉職的な任命であったり、自治体に非常勤で雇用される者である。2010年10月の時点で、イングランドとウェールズを合わせて144の町に、the Ancient and Honourable Guild of Town Criers に登録したタウン・クライヤーがいた。彼らはおもに、公的な宴席などの際に、儀礼的な責務を果たしている。俸給が支払われるタウン・クライヤーがいる自治体では、慈善行事などにタウン・クライヤーを登場させられるようにしていることが多い。
キングストン・アポン・テムズ王室特別区では、タウン・クライヤーが執達吏をも兼ねており、これは他の自治体では見受けられない任命の仕方である。
イングランドでは、タウン・クライヤーが王室の後継者の誕生や、王族の到着などを告げることがある。80代で「王党派クライヤー (royalist crier)」を自称しているトニー・アップルトンは、できる限りの声を張り上げて王室一家に関する重要なニュースを告知している。アップルトンは地元に近いロムフォードのタウン・クライヤーを務めているが、王室を代表する立場にはない。2013年に、一部のニュース番組などが彼の服装に混乱させられたときも、この点をはっきり認めていた。
カナダやアメリカ合衆国にも、タウン・クライヤーのギルドがいくつか存在している。例えば、the Ontario Guild of Town Criers、the Nova Scotia Guild of Town Criers、the American Guild of Town Criers などである。2016年には、カリフォルニア州バーリンゲームの町が、タウン・クライヤーを新設した。
オーストラリアには、2010年10月の時点で、シティ・オブ・シドニー、シティ・オブ・ホバート、シティ・オブ・グレイター・ギーロング、シティ・オブ・ポートランド、シティ・オブ・イプスウィッチ、シティ・オブ・ゴスフォード、シティ・オブ・ソルズベリー、シティ・オブ・ゴールド・コーストや、その他22の地方自治体が、公式のタウン・クライヤーをもっている。

### 競技と記録

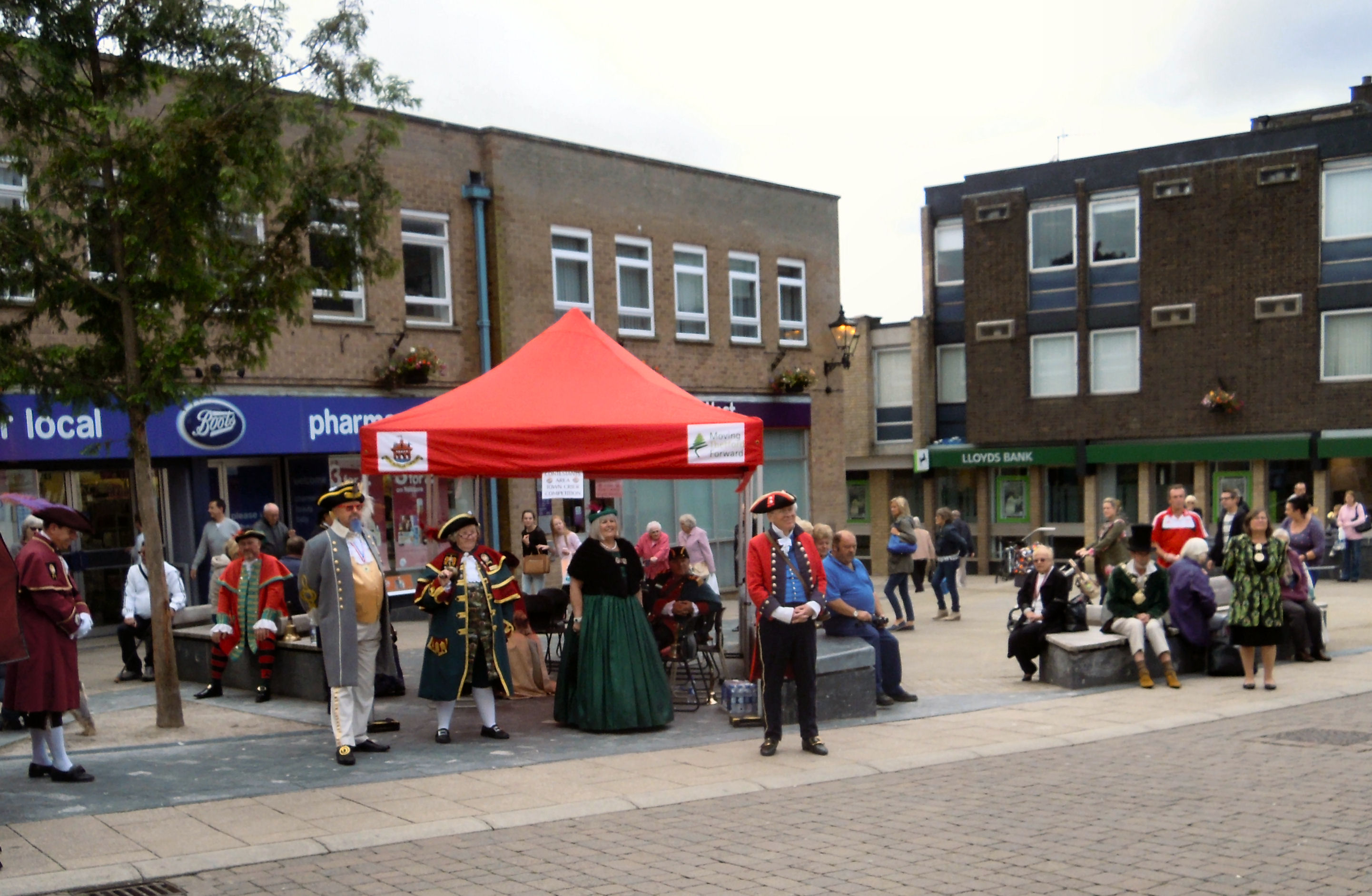
2015年にセットフォードで開催された、タウン・クライヤーの選手権試合。

ヨーロッパ、カナダ、アメリカ合衆国、北アメリカ、オーストラリアの各地域の選手権は、世界選手権と同様に隔年で開催されている。

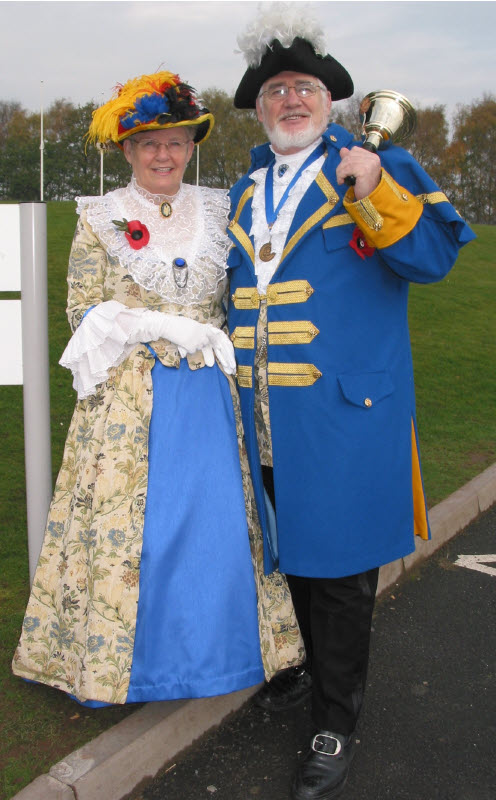
2008年、ベスト・ドレッサーのクライヤーとレイディに選ばれたピーターとモーリーン・トーントン。

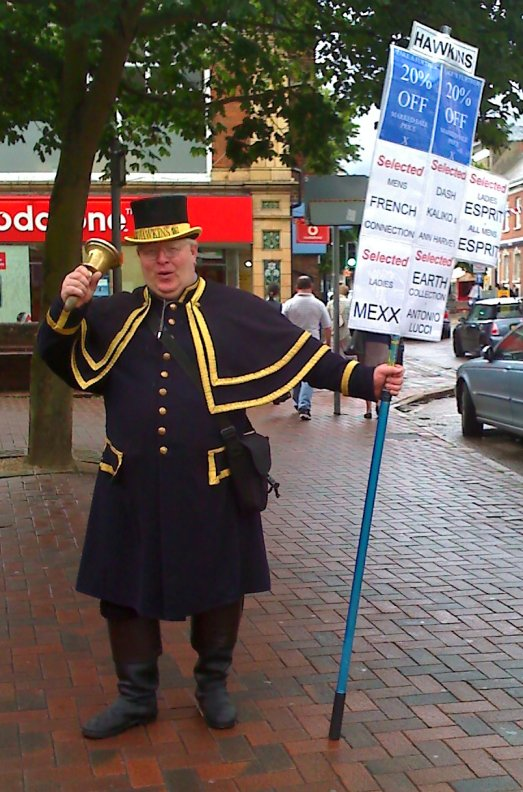
2001年、アラン・マイアットは、世界で最も大声の男としてギネス記録に登録された。

2008年の世界選手権でベスト・ドレッサーのタウン・クライヤーに選ばれたのは、カナダのオタワとガティノーを代表したダニエル・リシェル・ディト・ラ・フレッシュ (Daniel Richer dit La Flêche) であった。
ベスト・ドレッサーのカップルは、イングランド、スタッフォードシャー州の州都スタッフォードから来たピーターとモーリーン・トーントン (Peter & Maureen Taunton) であった。アメリカ合衆国ワシントン州アナコルテスのリチャード・リデル (Richard Riddell) は、2008年のアメリカ・チャンピオンであり、2009年の Bermuda International Town Crier Competition の優勝者であった。彼は、2010年にイングランドのチェスターで開催された世界トーナメント戦でベスト・ドレッサーとなった上、同率2位に入り、さらにん2013年にカナダ、オンタリオ州キングストンで開催された  World Invitational Town Crier Competition では総合優勝を果たした。

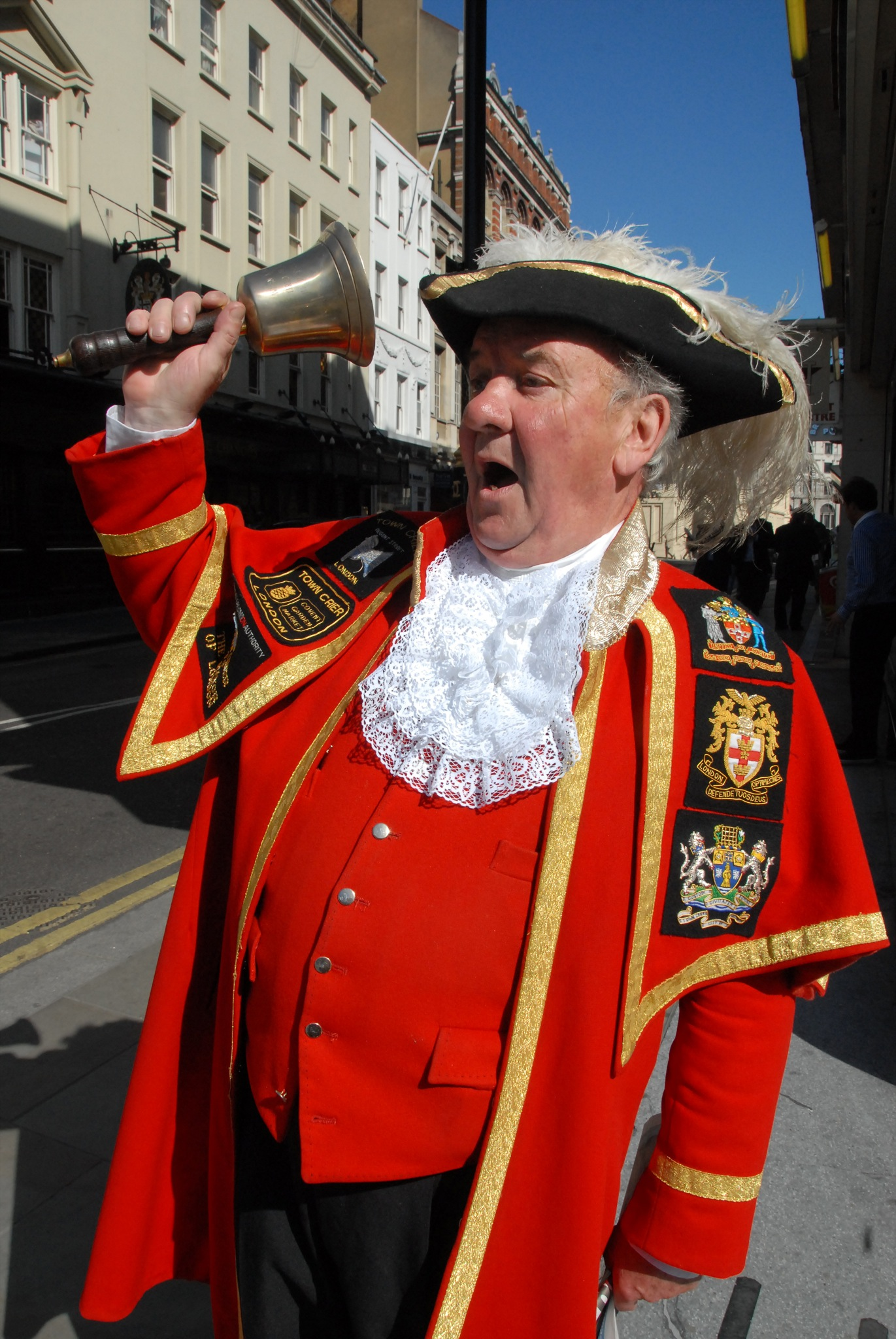
ロンドン市長とグレーター・ロンドン・オーソリティーのタウン・クライヤーを務めたピーター・ムーア。

ロンドンのタウン・クライヤーであったピーター・ムーアは、その地位を30年以上務めた。彼は、ロンドン市長の、またシティ・オブ・ウェストミンスターおよびロンドン特別区のタウン・クライヤーであり、さらにシティ・オブ・ロンドンのフリーマンかつリヴァリマンであった。彼は、2009年12月20日に死去した。
アラン・マイアットは、ギネス世界記録を2つもっている。一つは最も声の大きいクライヤーであり、記録は112.8デシベルであったが、彼は声の耐久性でも記録を作っており、100単語の告知文を15分ごとに48時間にわたって告知してみせた。
ダニエル・リシェル・ディト・ラ・フレッシュは、ファースト・ネーションのアベナキ族の一員であり、フルタイムのバイリンガル・タウン・クライヤーである。ブリドリントンのタウン・クライヤーであるデヴィッド・ハインド (David Hinde) は、114.8 デシベルの記録を作っている。
2014年8月20日から23日にかけてチェスターで開催された世界タウン・クライヤー・トーナメントで優勝者となったのは、カナダ、オンタリオ州キングストンのクリス・ワイマン (Chris Whyman) であった。
2015年10月、パディ＝アン・ペンバートン (Paddy-Ann Pemberton) が主催してニュージーランドのセントラル・オタゴで7日間の International World Town Crier Invitational Tournament が開催された。実質3日間の競技の結果、イングランド、リッチフィールドのケン・ノウルズ (Ken Knowles) が優勝し、アメリカ合衆国のジェリー・プレイヴァー (Jerry Praver) が2位、オタワのダニエル・リシェル・ディト・ラ・フレッシュは3位となった。ノウルズは、日ごとに3か所に場所を変えて、いずれもセントラル・オタゴに位置するアレクサンドラ、ロックスバラ、クロムウェルでおこなわれた競技全てに勝利した。
2017年9月には、ゲイリー・ロング (Gary Long) がロイド・スミス (Lloyd Smith) とピーター・デイヴィーズ (Peter Davies) の支援を受けて、同様の国際招待競技会をカナダ、ノバスコシア州のアナポリス・バレーで開催した。
オーストラリア、ニュージーランド、カリフォルニア州、メリーランド州、オンタリオ州、ノバスコシア州、イングランドから、19人のトップ・クラスのタウン・クライヤーが集まり、3ラウンドに及ぶ競技を展開した。各ラウンドは、ウィンザー、アナポリスロイヤル、グラン＝プレで開催された。優勝は、オンタリオ州セントキャサリンズのマーク・モルナー (Mark Molnar)、2位はイングランド、ヌニートン・アンド・ベッドワースのポール・ゴフ (Paul Gough) で、ダニエル・リシェル・ディト・ラ・フレッシュが3位であった。
オーストラリア
第25回の全国大会である Annual National Town Crier Championships は、レッドランド・シティ市議会とレッドランドのタウン・クライヤーであるマックスウェル・ビセット (Maxwell Bissett) が主催して、2016年9月3日に開催された。この競技会は、レッドランド・スプリング・フェスティバル、通称レッドフェスト (RedFest) の一環としておこなわれた。the Ancient and Honourable Guild of Australian Town Criers のメンバーが選手権をかけて競技に参加した。2016年大会のテーマは、「The History and Diversity of the redlands（赤い大地の歴史と多様性）」であった。

## 関連文献
- Gordon Emery, Curious Chester (1999) ISBN 1-872265-94-4
- David Mitchell, For Crying Out Loud: The Story of the Town Crier and Bellman, Past and Present (2010) ISBN 978-1-905575-10-7
- David Mitchell, "The Word on the Street: A History of the Town Crier and Bellman" (2019) ISBN 978-1-9160047-02